# Warner Bros. Games
Ne doit pas être confondu avec Time Warner Interactive, WarnerActive ou Warner Interactive Entertainment.
Warner Bros. Games (précédemment Warner Bros. Interactive Entertainment) est une filiale de Warner Bros. Entertainment spécialisée dans l'édition, la conception et la distribution de jeux vidéo. Sous l'égide de WBIE c'est la division Warner Bros. Games qui se charge de la création, du développement et de la production des jeux dits « first-party » des studios internes.

## Historique

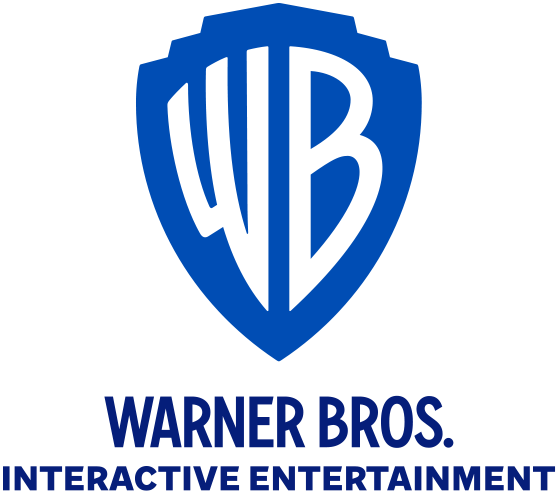
Ancien logo de Warner Bros. Interactive Entertainment.

En 1993, Time Warner et Warner Bros, respectivement, ont annoncé la création de Time Warner Interactive après l’acquisition d’une participation majoritaire dans Atari Games et de Warner Bros. Interactive Entertainment. en 1996, Time Warner vendrait Time Warner Interactive à WMS Industries. Tout en conservant Warner Bros. Interactive Entertainment.
En 1995, Warner Bros. Interactive Entertainment a cédé sa première propriété de jeu sous son nom actuel, Batman Forever à Acclaim Entertainment. Au fil des années, ils ont continué à octroyer des licences de jeux basés sur Cartoon Network, DC Comics, Hanna-Barbera, Looney Tunes et diverses propriétés de Warner Bros.
Le 24 janvier 2017, Warner Bros. Interactive Entertainment annonce avoir acheté le studio Avalanche Software de Disney, dont le moteur Octane, pour produire un jeu associé au film Cars 3.

Ancien logo de Warner Bros. Games (2019-2023)

En juin 2020, la chaîne CNBC annonce qu’AT&T (maison mère de WarnerMedia) chercherait à vendre la division jeu vidéo de Warner et que selon leurs sources, Electronic Arts, Activision Blizzard et Take-Two Interactive seraient intéressés pour acquérir l’éditeur pour une somme qui pourrait avoisiner 4 milliards de dollars. En juillet, Microsoft est aussi nommé comme étant en lice pour acquérir Warner Bros. Interactive Entertainment. En août, Jason Kilar, PDG de WarnerMedia, assure aux employés que WB Games continue de faire partie du groupe Warner. En septembre 2020, à la suite d'un changement de management et une réévaluation de Warner Bros. Interactive Entertainment, AT&T décida de retirer la division jeu vidéo de Warner Bros de la liste des actifs prêts à être cédés. Selon Bloomberg, la société aurait jugé que WBIE avait « une trop grande valeur pour être vendue ».

## Studios

### Actuels
- Avalanche Software, acheté à Disney en janvier 2017[6],[7],[8].
- NetherRealm Studios (Midway Games Chicago), basé à Chicago, fondé en 1998, acquis après le rachat de Midway Games le 27 juillet 2009, puis renommé et relancé en 2010.
- Portkey Games, basé en Angleterre, fondé en 2017, se charge des jeux se déroulant dans l’univers de Harry Potter[9].
- Rocksteady Studios, basé à Londres, fondé en 2004 et détenu par une participation majoritaire depuis février 2010.
- TT Games, basé à Buckinghamshire, fondé en 2005, acquis le 8 novembre 2007.
  - Traveller's Tales, basé à Knutsford, fondé en 1989, devient une division de  TT Games en 2005.
  - TT Animation, basé à Londres, fondé le 2 novembre 2006.
  - TT Fusion, basé à Wilmslow, fondé en 2005 sous le nom Embryonic Studios, acquis par TT Games en 2006.
  - TT Games Publishing, basé à Buckinghamshire, fondé en 2005.

- WB Games Boston, basé à Needham, fondé en  1994, acquis en 2010.
- WB Games Montréal, basé à Montréal, fondé en 2010.
- WB Games New York, basé à New York, fondé en 2017[10].
- WB Games San Francisco, basé à San Francisco, fondé en 2013[11].

### Fermés
- Monolith Productions, basé à Kirkland, fondé en 1994, acquis en 2004 et fermé le 25 février 2025[12].
- Playdemic, basé à Manchester, fondé en 2010, acquis le 8 février 2017[13] et vendu à Electronic Arts en juin 2021[14].
- Player First Games, basé à Los Angeles, fondé en 2019[15], fermé le 25 février 2025[12].
- Snowblind Studios, basé à Kirkland, fondé en 1997, acquis en 2009, fermé en 2012 et fusionné avec Monolith Productions.
- Surreal Software, basé à Kirkland, fondé en 1995, acquis après le rachat de Midway Games le 27 juillet 2009, fermé en 2010 et fusionné avec Monolith Productions.
- WB Games San Diego, basé à San Diego, fondé en 2019[16] et fermé le 25 mars 2025[12].

## Jeux
- 1992 - Mortal Kombat
- 2005 - Lego
- 2005 - FEAR
- 2009 - Batman Arkham
- 2013 - Injustice
- 2014 - La Terre du Milieu : L'Ombre du Mordor
- 2015 - Dying Light
- 2015 - Mad Max
- 2022 - MultiVersus
- 2023 - Hogwarts Legacy
- 2024 - Suicide Squad: Kill the Justice League